# جزیره بووه
جزیرهٔ بووه (به نروژی: Bouvetøya) جزیره‌ای آتشفشانی و غیر مسکونی زیر مدار قطب جنوب است.

## جغرافیا

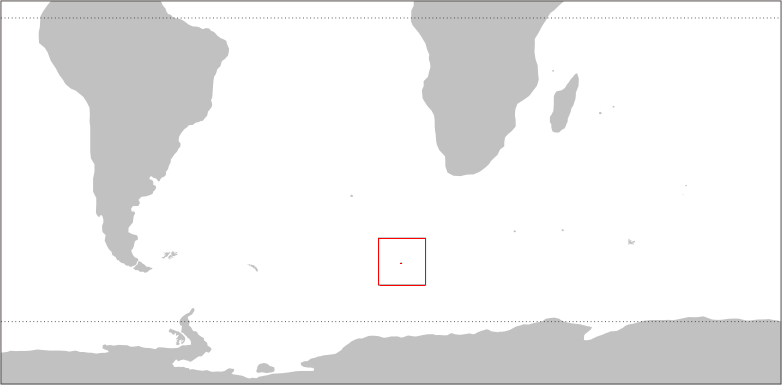

بووه دورافتاده‌ترین نقطهٔ جهان است. نزدیک‌ترین نقطه به آن، سرزمین شهبانو ماود است که بیش از ۱۶۰۰ کیلومتر در جنوب بووت قرار گرفته و خود غیر مسکونی است.
بووه در جنوب-جنوب غربی دماغهٔ امید نیک (آفریقای جنوبی) واقع شده. این جزیره یکی از وابستگان نروژ است و پیمان جنوبگان شامل آن نمی‌شود.
۹۳ درصد از این جزیره با یخچال‌های طبیعی پوشیده شده که کرانه‌های جنوبی و خاوری آن را مسدود کرده‌اند. بووه هیچ بندری ندارد و آسان‌ترین راه دسترسی به آن با بالگرد از یک کشتی است.
بلندترین نقطهٔ این جزیره اولاوتوپِن (چکاد اولاو) نام دارد که ۹۳۵ متر بلندا دارد. این جزیره محل حیات پنگوئن‌ها، فک‌ها و پرندگان دریایی است.

## تاریخچه

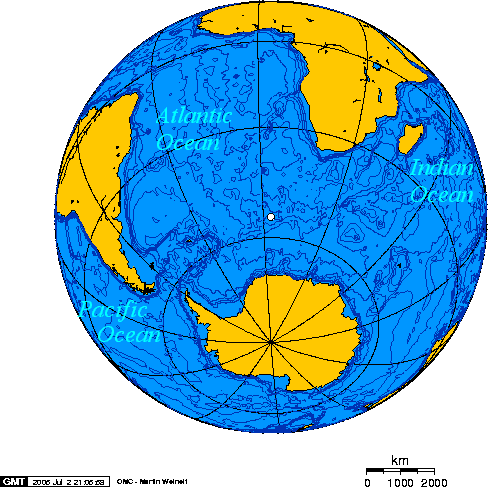
جانمایی جزیرهٔ بووه.

جزیرهٔ بووه در ۱ ژانویه ۱۷۳۹ توسط ژان-باتیست شارل بووه ده لوزیه فرمانده کشتی‌های فرانسوی آیله و ماری کشف شد. بووه نتوانست به‌دور این جزیره کشتی‌رانی کند و اینکه آیا این خاک یک جزیره است یا بخشی از یک قاره تا مدت‌ها نامشخص باقی‌ماند.
دیدار بعدی از این جزیره توسط ناخدای یک کشتی صید نهنگ از شرکت اندربی بود که در سال ۱۸۰۸ به آنجا رسید ولی در خود جزیره پیاده نشد.
با وجود اینکه این جزیره غیر مسکونی است ولی برای آن دامنه‌ای اینترنتی تحت عنوان .bv اختصاص یافته که مورد استفاده نیست.

## جزیرهٔ بووه در داستان‌های تخیلی
- بووه صحنه اجرای داستان در فیلم بیگانه علیه غارتگر (Alien vs. Predator) است که در آن نام نروژی جزیره یعنی بووتویا استفاده می‌شود.
- این جزیره در داستان گروی یخ (A Grue of Ice) نوشتهٔ جفری جنکینز نقشی اساسی دارد.
- در فیلم پیشتازان فضا: اولین تماس، بووه به عنوان سکونتگاه جدید خدمهٔ فضاناو انترپرایز برگزیده شده.

## جستارهای وابسته

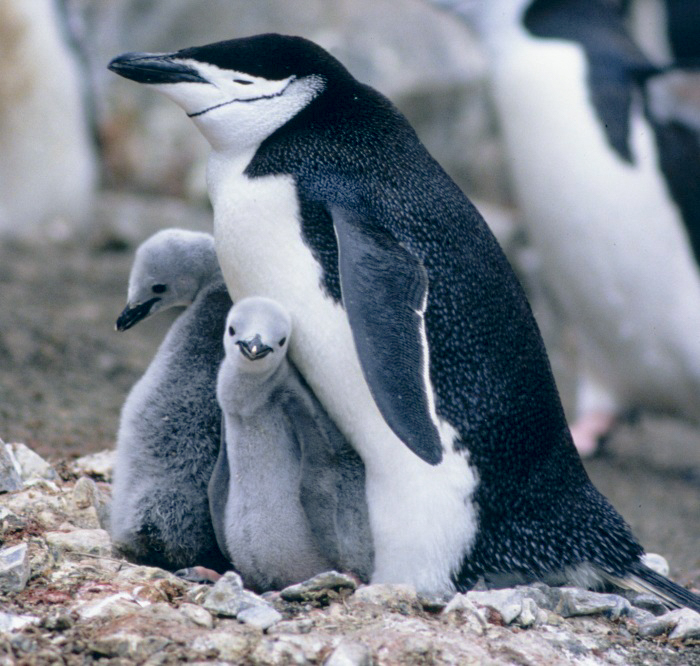